# Хронологија Народноослободилачке борбе март 1943.
Хронолошки преглед важнијих догађаја везаних за Народноослободилачку борбу народа Југославије, који су се десили током марта месеца 1943. године:
| ← фебруар | ← фебруар | ← фебруар | ← фебруар | ← фебруар | ← фебруар | ← фебруар | ← фебруар | ← фебруар | Хронологија Народноослободилачке борбе у 1943. | Хронологија Народноослободилачке борбе у 1943. | Хронологија Народноослободилачке борбе у 1943. | Хронологија Народноослободилачке борбе у 1943. | Хронологија Народноослободилачке борбе у 1943. | Хронологија Народноослободилачке борбе у 1943. | Хронологија Народноослободилачке борбе у 1943. | Хронологија Народноослободилачке борбе у 1943. | Хронологија Народноослободилачке борбе у 1943. | Хронологија Народноослободилачке борбе у 1943. | Хронологија Народноослободилачке борбе у 1943. | Хронологија Народноослободилачке борбе у 1943. | Хронологија Народноослободилачке борбе у 1943. | Хронологија Народноослободилачке борбе у 1943. | Хронологија Народноослободилачке борбе у 1943. | април → | април → | април → | април → | април → | април → | април → |
| 1         | 2         | 3         | 4         | 5         | 6         | 7         | 8         | 9         | 10                                             | 11                                             | 12                                             | 13                                             | 14                                             | 15                                             | 16                                             | 17                                             | 18                                             | 19                                             | 20                                             | 21                                             | 22                                             | 23                                             | 24                                             | 25      | 26      | 27      | 28      | 29      | 30      | 31      |

### 17. март
- У селу Лабиноту, код Елбасана, у централној Албанији од 17. до 22. марта одржана Прва земаљска конференција Комунистичке партије Албаније. Ова Конференција одржана је након састанка делегата ЦК КПЈ и Врховног штаба НОВ и ПОЈ Светозара Вукмановића Темпа са руководством КП Албаније. Он је у Лабинот, где је било седиште ЦК КП Албаније, стигао половином марта и руководство КП Албаније саветовао да формира Врховни штаб НОВ и ПО Албаније и штабове оперативних зона, а да од сеоских чета почне стварање партизанских одреда и бригада. На Конференцији је изабран Централни комитет КП Албаније, а за његовог секретара Енвер Хоџа. Такође, на Конференцији је донета одлука о стварању Народноослободилачка војска Албаније. Делегацију КПЈ на Конференцији су сачињавали — Блажо Јовановић, Душан Мугоша и Миладин Поповић.[1][2]

### 19. март
- У Тетову одржан први састанак Централног комитета КП Македоније на коме је формирана Комунистичка партија Македоније (мкд. Комунистичка партија на Македонија), која је деловала у саставу Комунистичке партије Југославије. Оснивачком састанку КП Македоније присуствовао је Светозар Вукмановић, делегат ЦК КПЈ и тада је од дотадашњег Покрајинског комитета КПЈ за Македонију формиран нови Централни комитет у саставу — политички секретар Лазар Колишевски, организациони секретар Мара Нацева и чланови Кузман Јосифовски, Цветко Узуновски, Страхил Гигов и Бане Андреев.[3]